# 安城七夕まつり
安城七夕まつり（あんじょうたなばたまつり）は、愛知県安城市において1954年（昭和29年）から行われている祭行事。主催者は安城七夕まつり協賛会であり、協賛会の会長は安城市長である。

## 特徴
JR東海道本線 安城駅南口周辺の商店街を中心に、毎年8月の第1週の金・土・日の3日間に開催される。御幸本町、朝日町、末広町、日の出町などの一帯が歩行者天国となる。
七夕の竹飾りは1,000本に及び、期間中は100万人を超す人が訪れる。かつて地元では仙台七夕・湘南ひらつか七夕まつりに並ぶ日本三大七夕祭りの一つと主張していたが、2009年（平成21年）より「日本三大」から「願いごと日本一」へとコンセプトを変更。安城七夕まつりは竹飾りのストリートが日本一長いと言われ、同様に短冊の数、願いごとに関するイベントの数も日本一である自負があることから、これこそが安城七夕まつりの長年にわたる歴史の中で培ってきた財産として、願いごと関連のイベントを充実させることに比重を置いている。
また同週末には、隣接する岡崎市で「岡崎城下 家康公夏まつり」（旧称・岡崎観光夏まつり）が開催されている。ただし金曜日が7日にあたる場合は、岡崎市の夏まつりは花火大会の日程に合わせるため同時には行われない。岡崎の花火は、安城七夕祭りからでも場所によっては見ることが出来る。

## マスコットキャラクター・ロゴ
2009年（平成21年）より願いごとの精「きーぼー」を公式マスコットキャラクターとして、「願いごと日本一」と書かれたロゴを公式ロゴとして正式に採用している。

## イメージソング
1993年(平成5年)に安城市市制40周年記念、安城七夕まつり40回記念としてイメージソングが制定された。
星空のラブソング：/作詞：北川賢二/補助詞：庄司明弘/作曲：南こうせつ/編曲：徳武弘文
また、この曲は安城農林高校青雲寮の目覚まし音楽となっている。

## 歴史
太平洋戦争が終結した昭和20年代、安城市発足前の安城町において、地元の活性化を目指した商工会による夏行事として、花火大会や商店街の大売り出しが行われていた。1952年（昭和27年）、市制が敷かれ安城市が発足。
1954年（昭和29年）、本町の商店主で構成する本町発展会が中心となり、本町の津島神社の祭礼にあわせて夏行事を基本に七夕祭りの企画が提案され、他の商店街を巻き込んで第1回目の安城七夕祭りが開催された。第1回目の祭りは成功を収め、これを受けて毎年開催されることとなった。
1959年（昭和34年）からは、安城七夕まつり協賛会が発足し、祭の計画・運営を行う形とされた。
1978年（昭和53年）には日本商工会議所主催の「全国郷土祭」において、安城の竹飾りを披露。これを契機に全国にその名を知られるようになった。
1987年（昭和62年）までは4日間の開催だったが、1988年（昭和63年）からは3日間の開催に変更となった。
2003年（平成15年）には、開催50年を迎え、来場者数は過去最多の127万人を記録した。
2013年（平成25年）には、「1本のササにつるされた最も多い短冊」のギネス世界記録に挑戦した。祭りの開催中には、認定員が全ての短冊の確認を行うことができず、一度お預けとなったが、その後12月24日に13,809枚で記録更新を達成した。
2020年（令和2年）4月20日、新型コロナウイルス感染症の拡大を受け、安城七夕まつり協賛会の神谷学会長はこの年の開催中止を決定した。
2021年（令和3年）4月23日、市や商工会議所などでつくる協賛会の関係者が2年連続の開催中止を決めたことを中日新聞が報じた。
2022年（令和4年）は規模を縮小して開催された。
2023年（令和5年）は4年ぶりの通常開催となった。来場者は102万人だった。

## ギャラリー

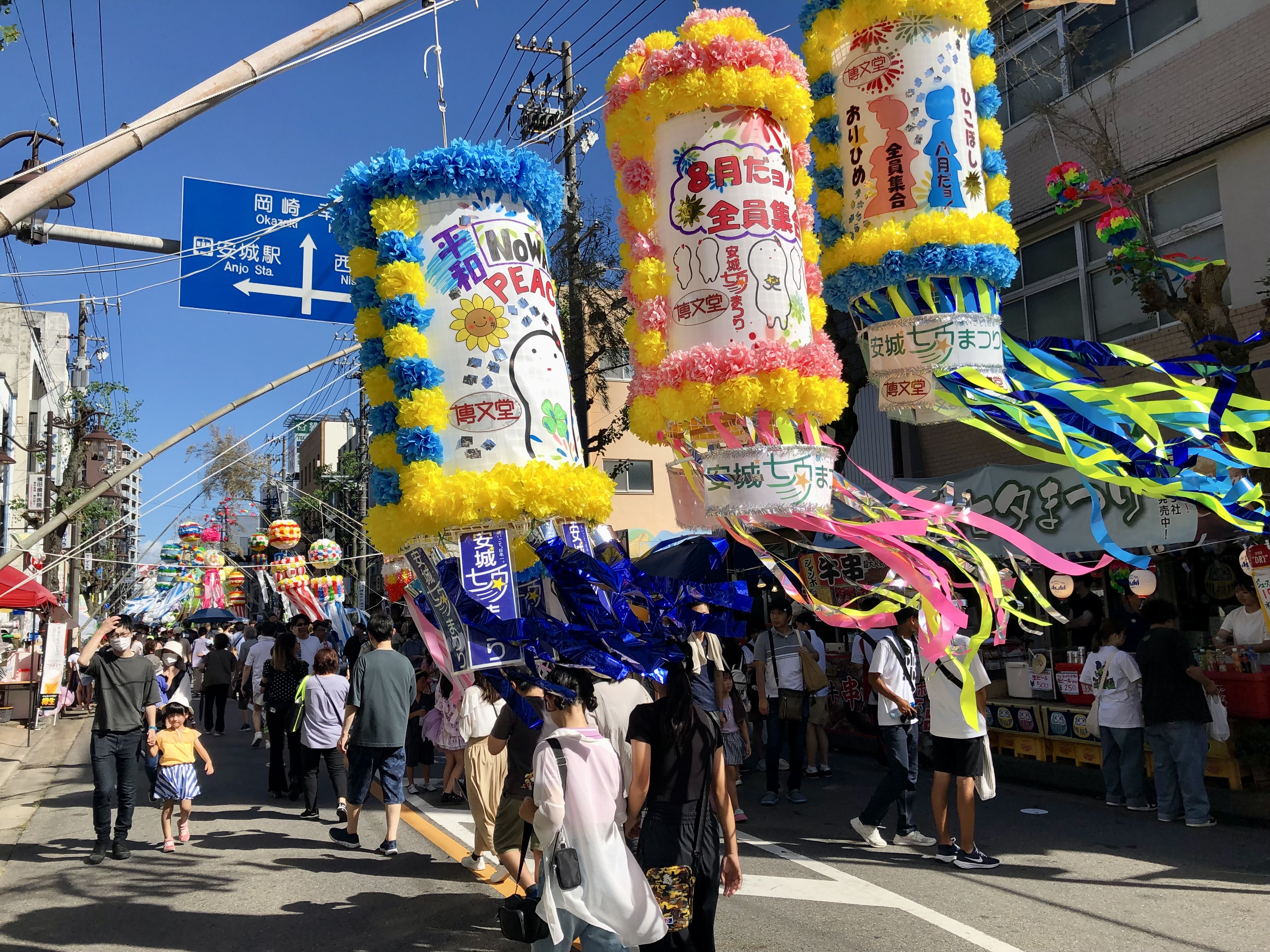
御幸本町の商店街
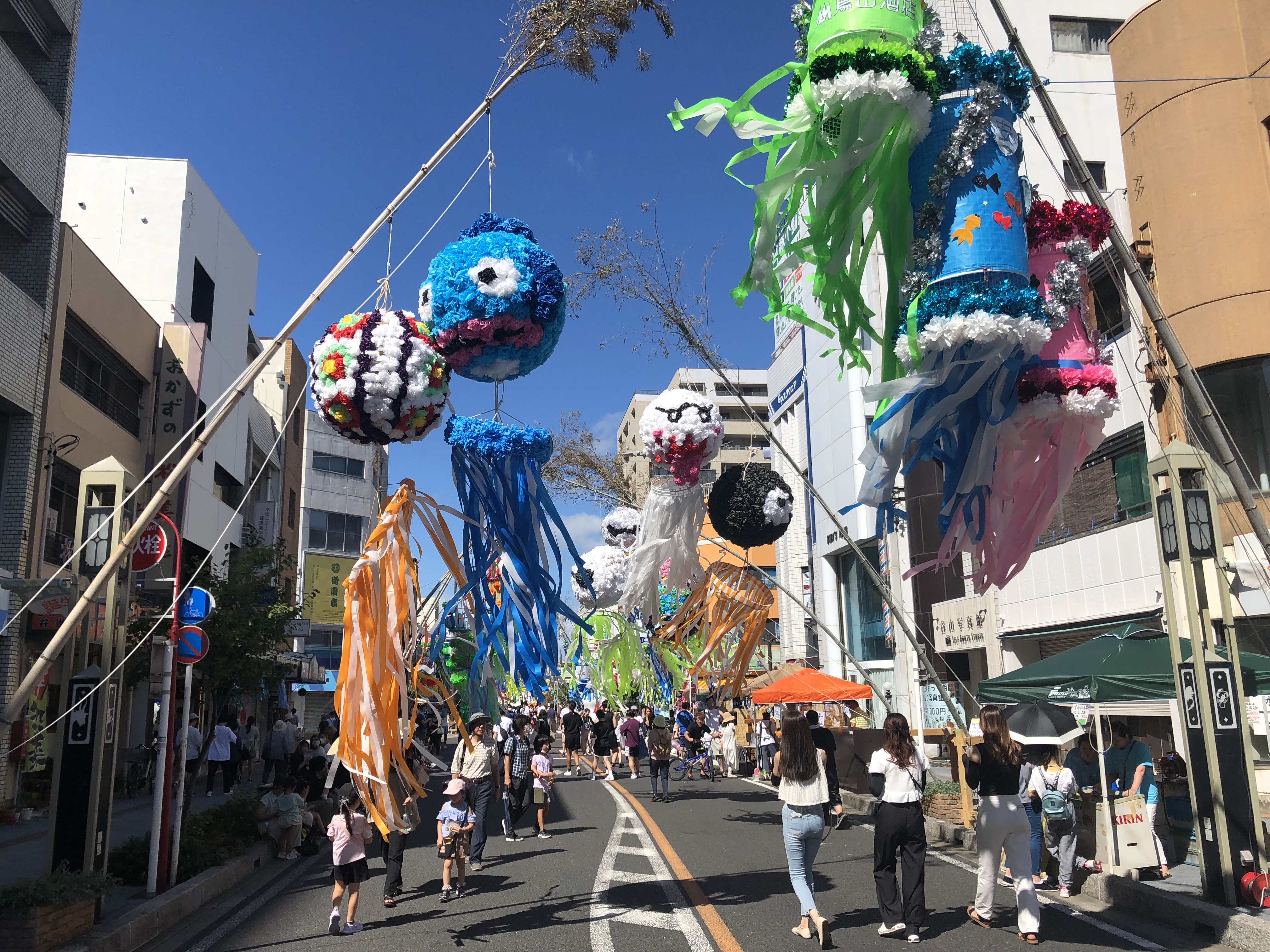
御幸本町の商店街
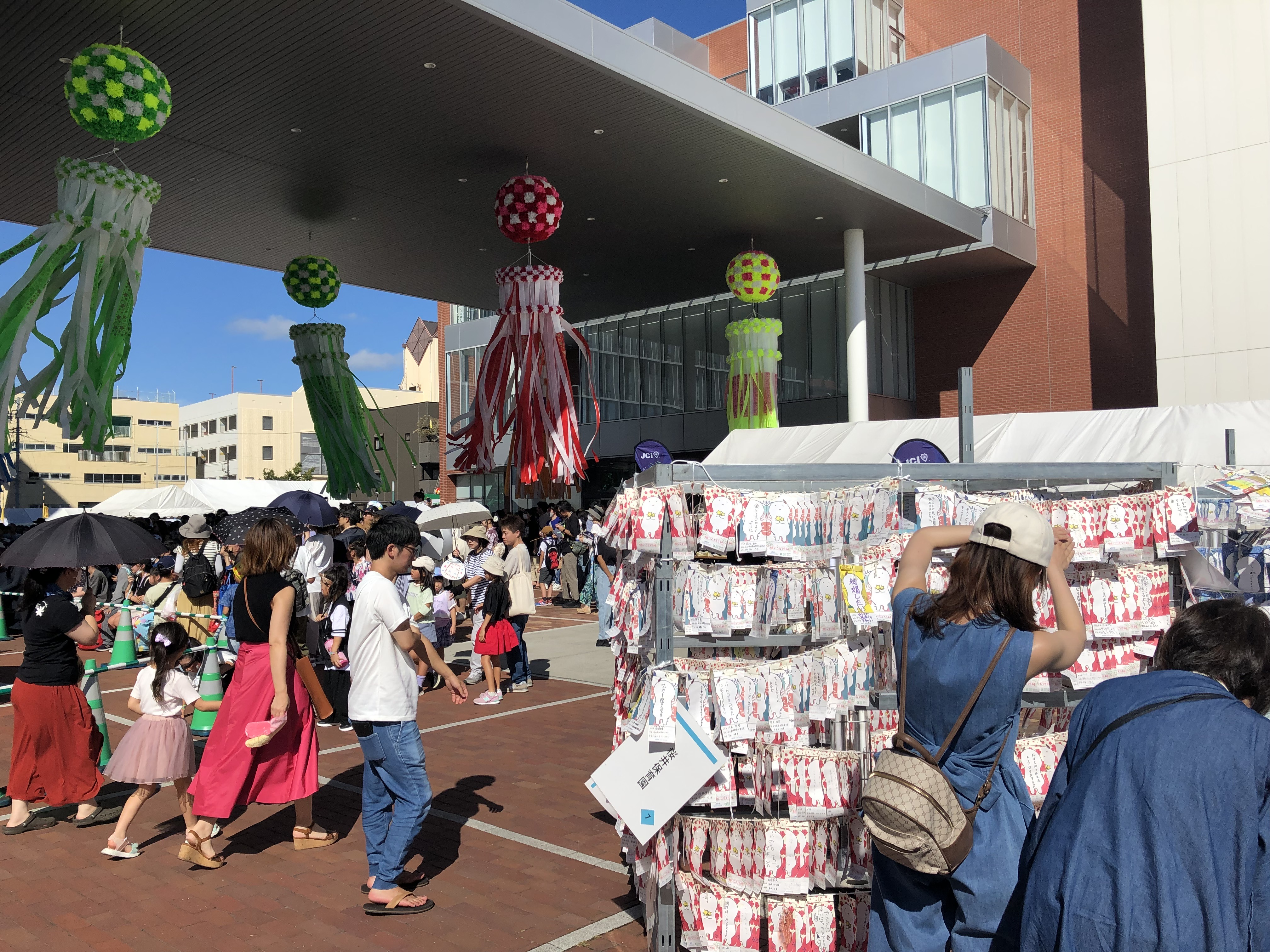
アンフォーレ。願い事を書いた短冊。
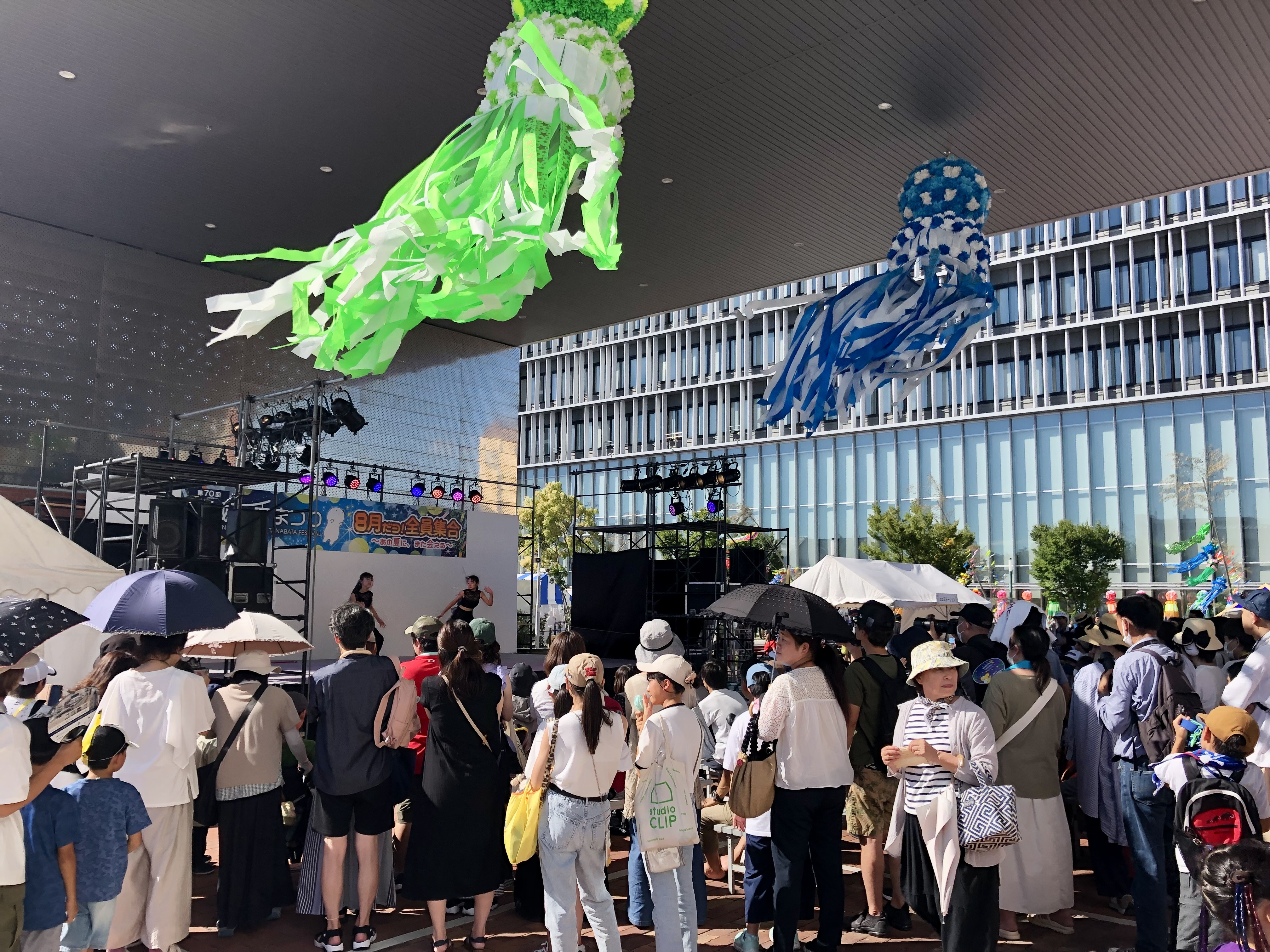
アンフォーレのステージ
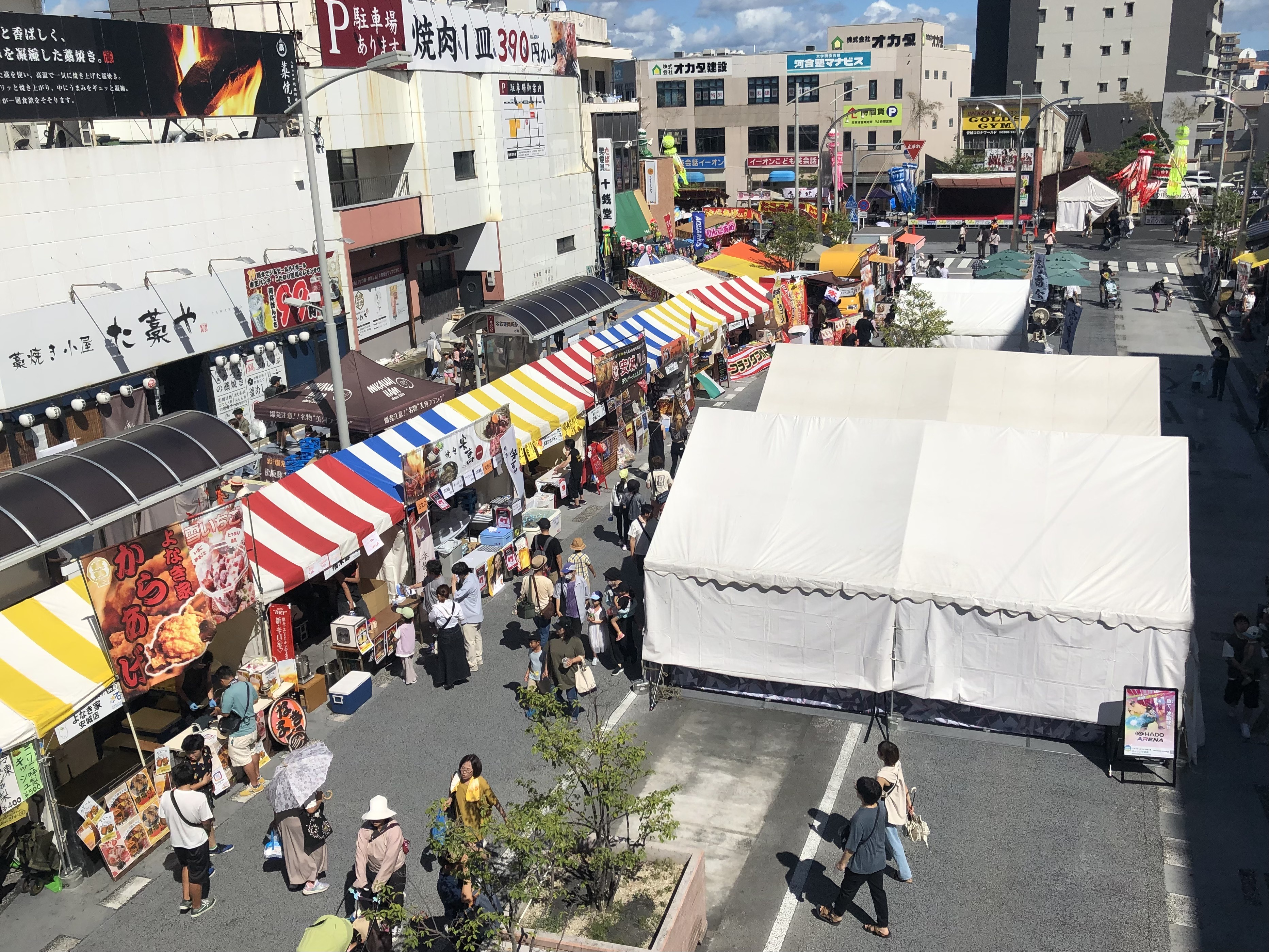
安城駅のペデストリアンデッキから望む。
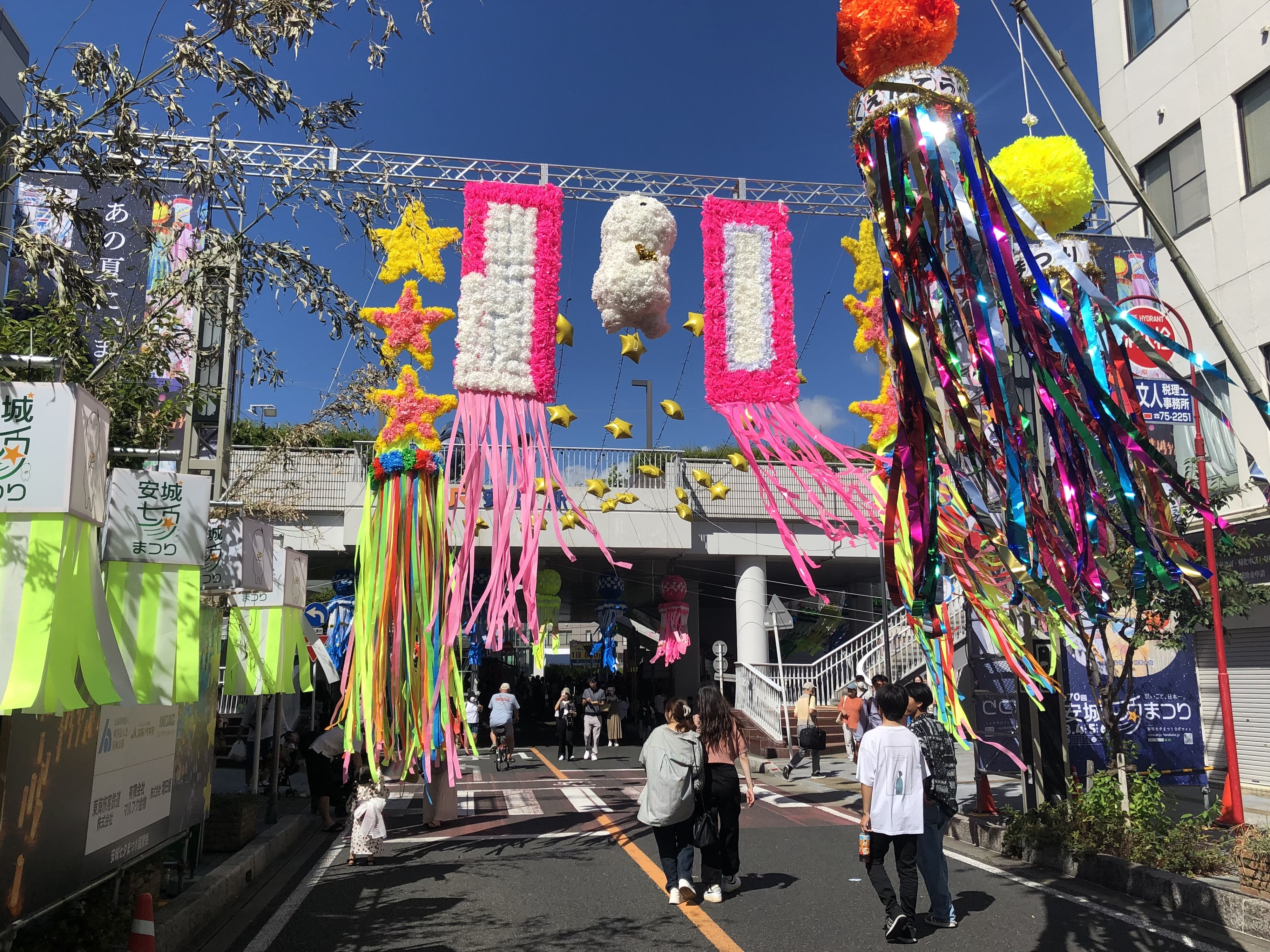
安城駅南口
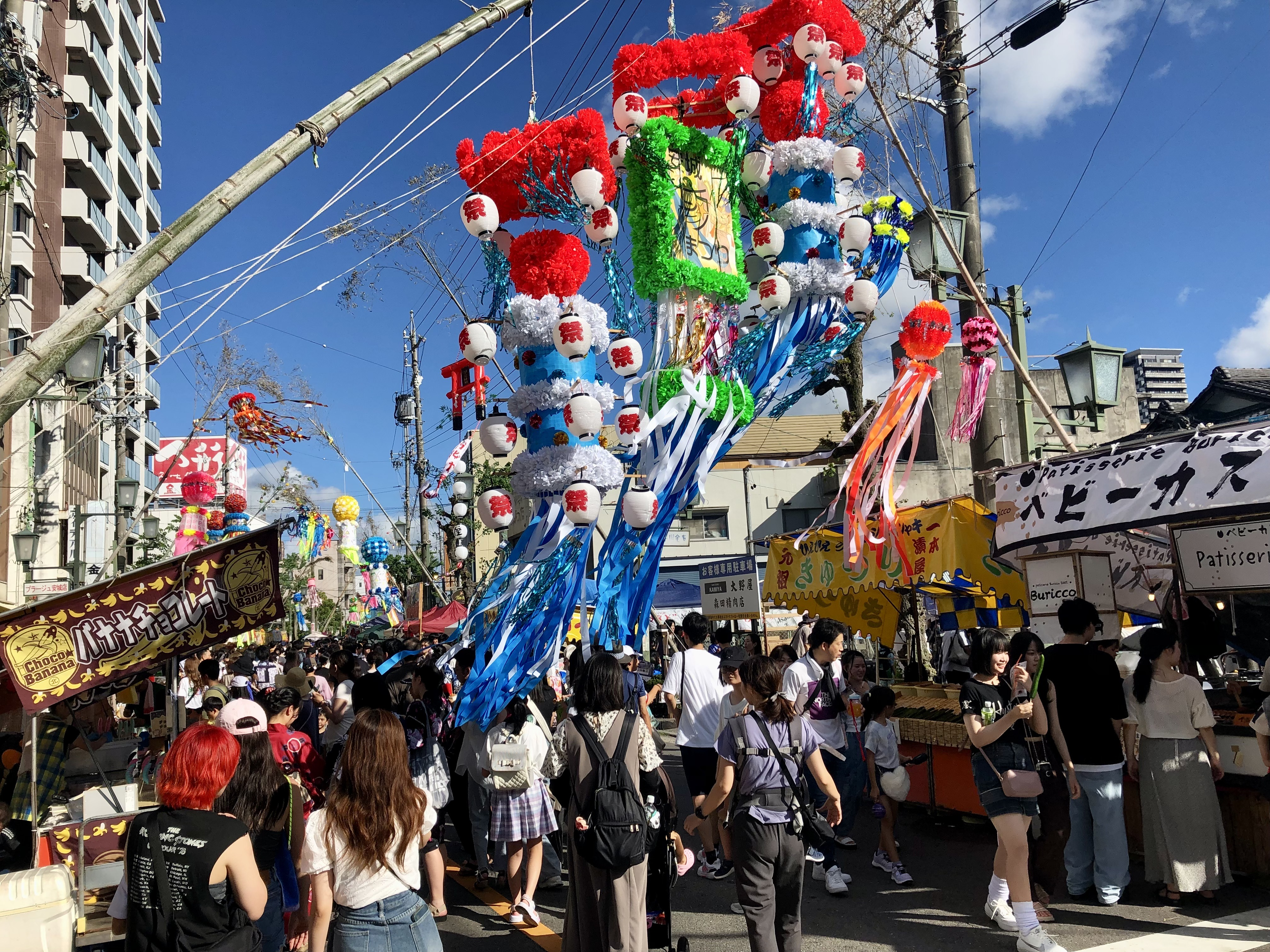
朝日町の商店街
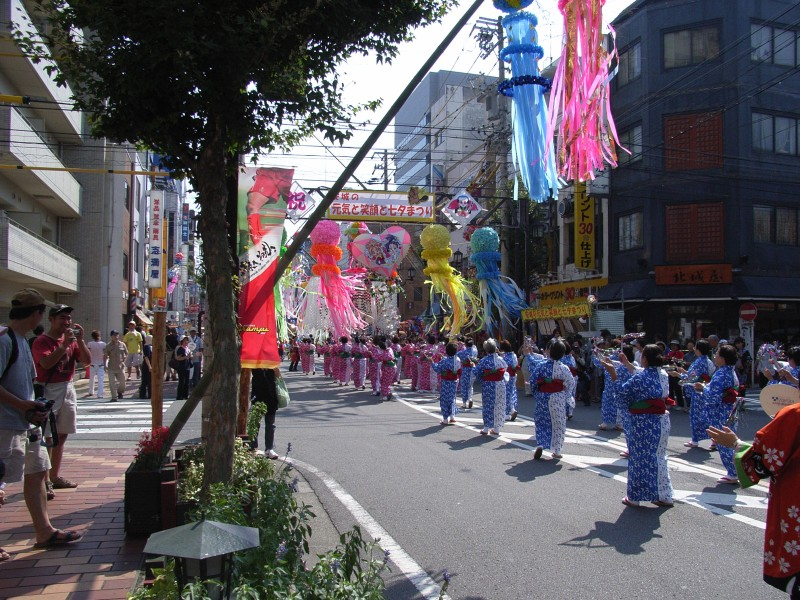
2006年